# ویکنرودت
ویکنرودت (به آلمانی: Wickenrodt) یک شهر در آلمان است که در بیرکنفلد واقع شده‌است. ویکنرودت ۱۸۵ نفر جمعیت دارد.